# Villapeceñil
Villapeceñil es una localidad del municipio de Villamol, en la provincia de León, Comunidad Autónoma de Castilla y León (España).

## Historia[2]
Su origen se remonta al siglo XII dependiente civil y religiosamente de la Villa de Sahagún
Villapeceñil está situada en la vertiente sureste de la provincia de León en la carretera  a unos 5 Kilómetros de la villa de Sahagún con dirección a Almanza. El río Cea circula al margen izquierdo de la población a un km de la misma.
Según cuentan sus habitantes, está no es la situación original donde nació la población. Esta se encontraba a unos 100 metros de donde comienza hoy el pueblo alrededor de una fuente.
Podemos realizar diferentes actividades a través de la rica orografía de la zona como dar un tranquilo paseo a caballo, en bici o andando por los márgenes del río Cea, donde podemos disfrutar de un hermoso paisaje, especialmente en primavera/verano. Si nos gusta la pesca, podemos practicar este deporte en el Cea con bonitos ejemplares de barbos y truchas.
En Villapeceñil como en muchos otros pueblos de la zona tenemos una rica gastronomía que nos permitirá disfrutar de una buena comida casera y buenos caldos para acompañarla. Son famosos en toda la zona de Sahagún los pichones de Peceñil.

## Teoría sobre el origen del nombre Villapeceñil
Este nombre proviene del apellido mozárabe Pecellin.
El origen de los apellidos Pecellín y Villapecellín está, sin duda alguna, y desechando otras hipótesis en las que he trabajado, en una pequeña localidad de la provincia de León llamada en la actualidad Villapeceñil.
Aunque esta población fue fundada como tal en el siglo XII, existen algunos documentos anteriores que nos hacen pensar que fue en origen una casa de labranza, una villa, cuyo propietario debió dar su nombre a las tierras que trabajaba.
Pudiera tratarse del labrador, bien mozárabe o converso, que dio su nombre a la villa de su propiedad. De hecho existió cercana, temporal y espacialmente, aunque es difícil precisar desde la actualidad la exactitud de un lugar acotado por topónimos antiguos, un lugar llamado Villa Zuleiman. Todavía no tengo datos que confirmen que esta villa es la misma que Villa Pecenin pero bien pudiera haber sido y Zuleiman o alguno de sus descendientes sus dueños.
Lo cierto es que en el siglo XII se funda en un lugar cercano a Sahagún (León) un núcleo de población que fue bautizado como "Uilla Pezennim".
Posteriormente este nombre se fue transformando, por la propia evolución del incipiente idioma castellano:
primero a "Uilla Pezennin",
después se perdió la n final, "Uilla Pezenni",
en 1352 "Villa Peçenni" (según el "Libro becerro de las behetrías de Castilla")
llegando al año 1370 como "Ual Pexennin",
al año 1504 llegó como "Pecellín" y como "Uilla Pecenni",
cambiando por último a "Villapeceñil" como actualmente se llama.
Los habitantes de esta población fueron distinguidos y llamados por su lugar de origen, sin que ello, en un tiempo en que los apellidos no existían, significase una relación de parentesco, siendo muy difícil conocer cuando se deja de hacer referencia al lugar para ser adaptado por el linaje para nombrar a sus descendientes.

### Significado
Recordar a grandes rasgos la evolución sufrida por el vocablo: el más antiguo encontrado es Peccennini que equivaldría a "hijo de Peccennin", posteriormente Pecenin, después la forma que prosperó como el apellido actual y, por último, la forma que designa hoy al pueblo de Villapeceñil.
```
           Peccennin  -  Pecenin  -  Pecellín  -  Peceñil
```

Si lo vemos desde la perspectiva actual hacia atrás en el tiempo, desde el castellano a un cambiante e incipiente romance,
```
                         Peccennin  -  Peceñil
```

se puede observar una evolución similar a otras palabras actuales, por ejemplo:
```
                              vinna  -  viña
                               anno  -  año
```

En resumen, el significado primitivo de nuestro apellido puede estar en "pequeño, pequeñito, pequeñín o pequeñino" y nuestro Zuleiman, por tanto, fue el hijo del pequeño.
No obstante, cito a continuación los significados encontrados de fuentes profesionales.
Nos comenta la Doctora Álvarez Maurín en su obra "Diplomática asturleonesa", respecto al toponímico Pecennin (Pesxenina, Pezenina, Pecenino) que se trata de un derivado adjetival. Probablemente su origen se encuentre en el latín "picinus", resultado de "piscis" y "pix", antecedente de los vocablos castellanos "pecina" y "pez", significando tanto el "estanque de peces" como "cieno negruzco que se forma en los charcos..."
Nos indica además que en el área de León presenta variaciones de significado:
- en La Ribera salmantina: "charco, agua depositada en cualquier sitio, aunque sea en casa"
- en Villacidayo (León): "estanque que en algunos pueblos existe al lado de un manantial y que emplean para regar las tierras próximas"

#### Significado de "pece" según laReal Academia Española: Diccionario de la Lengua Española
- pece (Del lat. piscis);
1. m. Lomo de tierra que queda entre cada dos surcos.
2. m. ant. pez.
- pece (Del lat. pix, picis, la pez):
1. f. Tierra o mortero amasados para hacer tapias u otras fábricas.

## Patrimonio

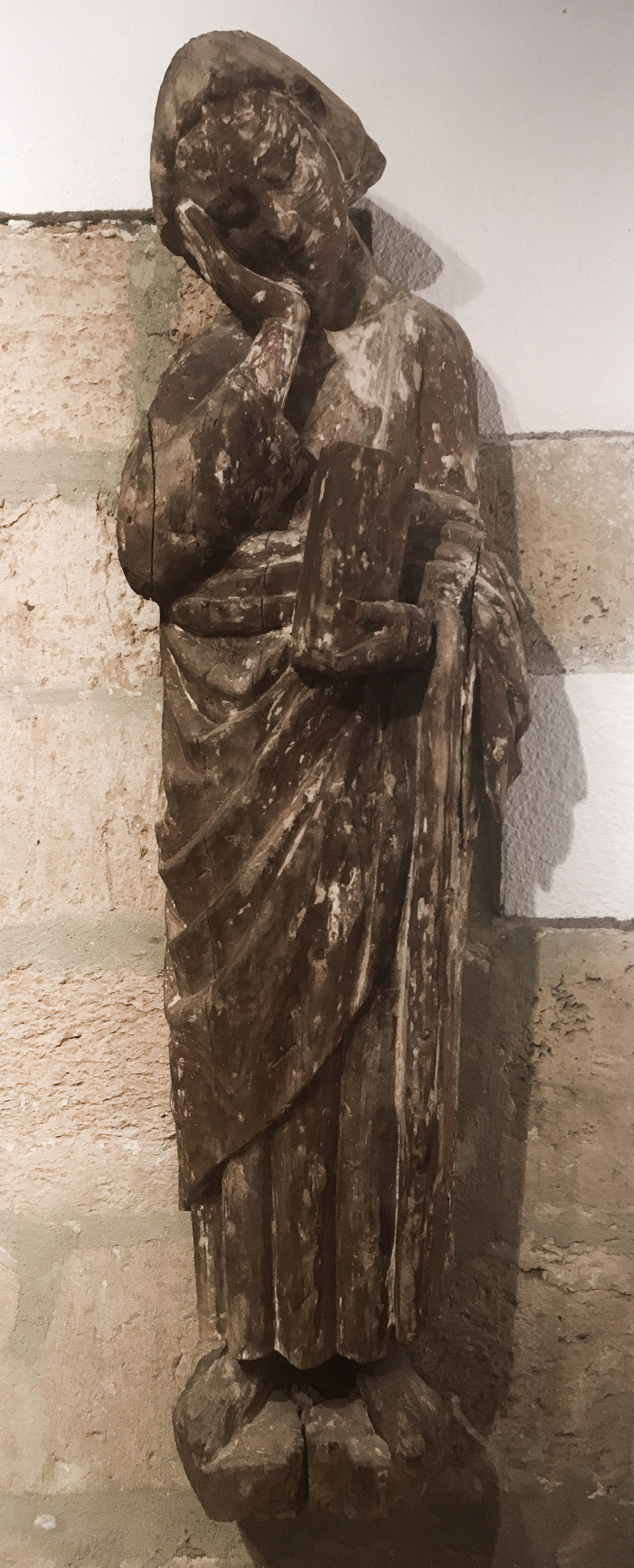
Talla San Juan Bautista Villapeceñil en el museo de la catedral de León

### La parroquia de San Lorenzo[4]
Iglesia de estilo mudéjar. Se encuentra en una ubicación elevada respecto al resto del pueblo, prácticamente  en el centro del mismo.
En ella, pueden apreciarse diferentes estilos ya que al parecer no fue construida de una vez sino a lo largo de varios años, por lo que se conjugan varios estilos arquitectónicos. Según los restos que pueden verse en la misma iglesia y en sus alrededores es posible que hubiera construcciones adyacentes, probablemente algún tipo de convento. 
Lo que más destaca al primer vistazo es su esbelta torre estilo fortaleza que se asoma sobre el resto de la construcción. También son de destacar las bóvedas del pórtico anterior a la puerta de entrada. Una vez dentro podemos encontrar diferentes figuras, cuadros (como el de las ánimas, recientemente restaurado), pila bautismal y pequeños retablos, hasta encontrarnos con el hermoso retablo central que caracteriza el resto de la iglesia. En el centro de dicho retablo, de estilo barroco y dividido en tres calles, se encuentra el santo que da nombre a la iglesia: "San Lorenzo". El patrón de la localidad, San José, se encuentra en un pequeño retablo en la nave de la epístola.

### Talla de San Juan Bautista
La talla, que representa a un San Juan Bautista y data de entre los siglos XIII y XIV, fue hallada en el osario de la parroquia de San Lorenzo de Villapeceñil durante una limpieza del mismo. 
Actualmente puede ser contemplada en la sala románica del museo de la Catedral de León

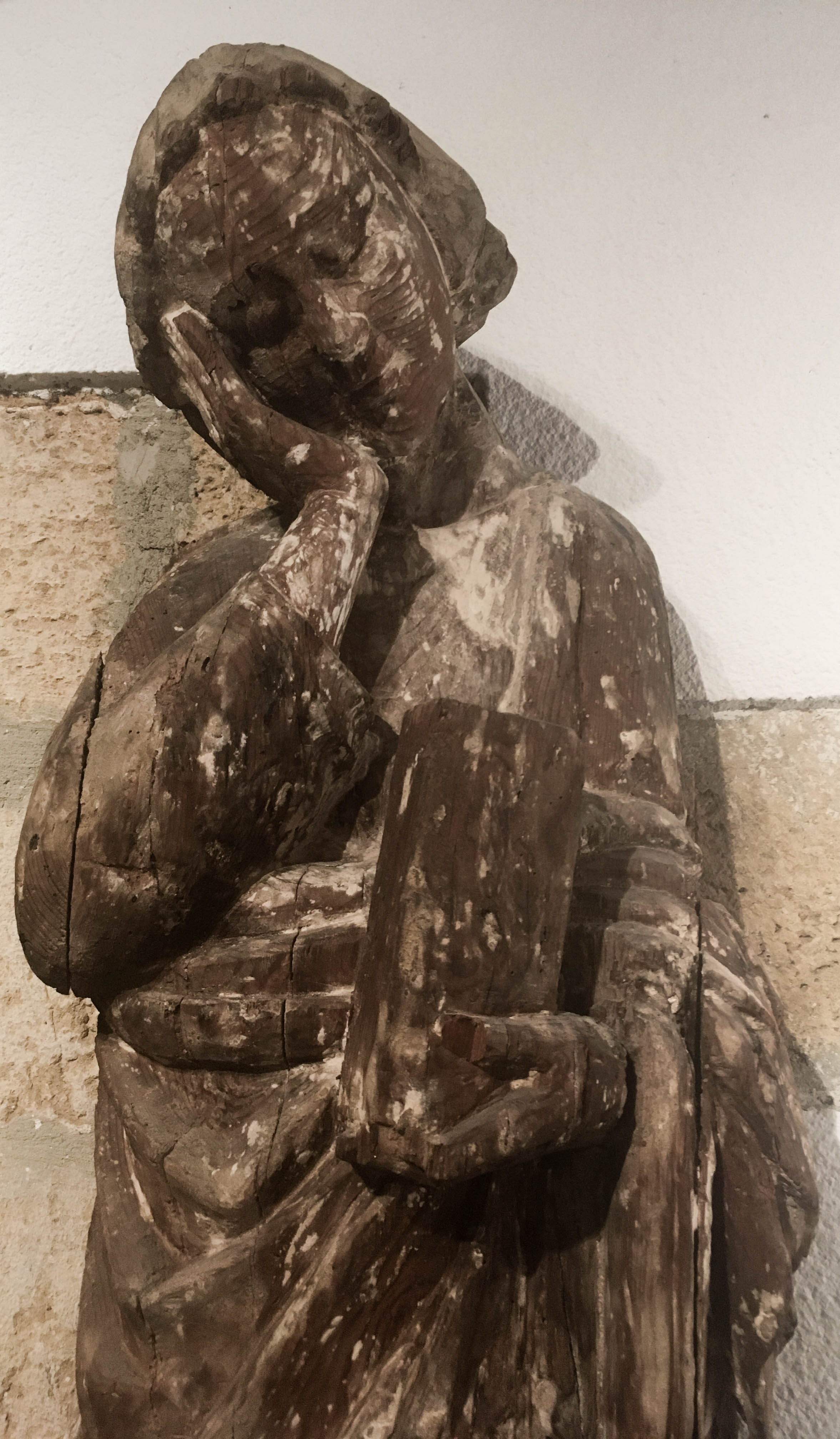
Segunda foto de la talla

## Evolución demográfica
| 2000 | 2001 | 2002 | 2003 | 2004 | 2005 | 2006 | 2007 | 2008 | 2009 | 2010 | 2011 |
| 30   | 30   | 32   | 30   | 29   | 25   | 24   | 25   | 23   | 21   | 25   | 23   |